# 克雷平角
62°6′S 58°29′W / 62.100°S 58.483°W
克雷平角（Crépin Point），是南極洲的海岬，位於南設得蘭群島的喬治王島，處於阿德默勒爾蒂灣，是麥凱勒灣入口處西部，由讓-巴蒂斯特·夏古率領的法國探險隊命名，現時由南極條約體系管理。